# Club Baloncesto Breogán 1992-1993
Questa voce raccoglie le informazioni riguardanti il Club Baloncesto Breogán nelle competizioni ufficiali della stagione 1992-1993.

## Stagione
La stagione 1992-1993 del Club Baloncesto Breogán è la 14ª nel massimo campionato spagnolo di pallacanestro, la Liga ACB.
All'inizio della nuova stagione la Federazione decise di modificare il regolamento riguardo al numero di giocatori stranieri consentiti per ogni squadra che così venne allargato a tre.

## Roster
Aggiornato al 31 dicembre 2024.
| DYC Breogán 1992-93 | DYC Breogán 1992-93 |
| Giocatori           | Staff tecnico       |
| ------------------- | ------------------- |

| N. | Naz.                   | Ruolo | Nome                   | Anno | Alt.   | Peso   |  |
| -- | ---------------------- | ----- | ---------------------- | ---- | ------ | ------ |  |
| 4  | Stati Uniti (bandiera) | AC    | Ken Critton            | 1969 | 203 cm |        |  |
| 5  | Croazia (bandiera)     | G     | Velimir Perasović      | 1965 | 196 cm | 82 kg  |  |
| 6  | Spagna (bandiera)      | G     | Alberto Quintela       | 1973 | 193 cm |        |  |
| 6  | Stati Uniti (bandiera) | AC    | Tony Farmer            | 1970 | 205 cm | 108 kg |  |
| 7  | Spagna (bandiera)      | AP    | Miguel Ángel Cabral    | 1970 | 198 cm |        |  |
| 8  | Spagna (bandiera)      | P     | Carlos Gil             | 1968 | 185 cm |        |  |
| 9  | Stati Uniti (bandiera) | C     | Claude Riley           | 1960 | 206 cm | 98 kg  |  |
| 10 | Spagna (bandiera)      | G     | Marcos González        | 1970 | 190 cm |        |  |
| 11 | Spagna (bandiera)      | P     | Joaquín Arcega         | 1968 | 192 cm |        |  |
| 12 | Stati Uniti (bandiera) | C     | Tim Burroughs          | 1969 | 203 cm | 110 kg |  |
| 13 | Spagna (bandiera)      | AP    | José Manuel Cabezudo   | 1962 | 196 cm | 95 kg  |  |
| 14 | Spagna (bandiera)      | C     | Miguel Angel Fernández | 1967 | 202 cm |        |  |
| 15 | Spagna (bandiera)      | C     | Xavi Ruiz              | 1970 | 208 cm |        |  |

| Allenatore                                                         |
| - Ricardo Hevia                                                    |
| Assistente/i                                                       |
| - Juan Quiñoa Legenda - (C) Capitano - (IN) Inattivo - Infortunato |

## Mercato

### Sessione estiva
| Acquisti | Acquisti            | Acquisti          | Acquisti   | Acquisti |
| R.a      | Nome                | da                | Modalità   |          |
| -------- | ------------------- | ----------------- | ---------- | -------- |
| P        | Joaquín Arcega      | Basketmar Coruña  | definitivo |          |
| P        | Carlos Gil          | Collado Villalba  | definitivo |          |
| G        | Velimir Perasović   | Jugoplastika      | definitivo |          |
| AP       | Miguel Ángel Cabral | Gran Canaria      | definitivo |          |
| AC       | Ken Critton         | Wash. St. Cougars | definitivo |          |

| Cessioni | Cessioni           | Cessioni         | Cessioni       | Cessioni |
| R.       | Nome               | a                | Modalità       |          |
| -------- | ------------------ | ---------------- | -------------- | -------- |
| P        | Juan Miguel Alonso | Gijón            | fine contratto |          |
| P        | Francesc Roca      | Gran Canaria     | fine contratto |          |
| G        | Manel Sánchez      | Basketmar Coruña | fine contratto |          |
| A        | Óscar Peña         | Gijón            | fine contratto |          |
| AG       | Randy Allen        | Cholet           | fine contratto |          |
| C        | Víctor Férnandez   | Alcalà           | fine contratto |          |

### Dopo l'inizio della stagione
| Acquisti | Acquisti      | Acquisti           | Acquisti       | Acquisti   |
| R.       | Nome          | da                 | Data           | Modalità   |
| -------- | ------------- | ------------------ | -------------- | ---------- |
| C        | Tim Burroughs | Minnesota T'wolves | settembre 1992 | definitivo |
| C        | Xavi Ruiz     | Girona             | novembre 1992  | definitivo |
| AC       | Tony Farmer   | Roch. Renegade     | gennaio 1993   | definitivo |

| Cessioni | Cessioni    | Cessioni         | Cessioni      | Cessioni       |
| R.       | Nome        | a                | Data          | Modalità       |
| -------- | ----------- | ---------------- | ------------- | -------------- |
| AC       | Ken Critton | Quilmes M. Plata | dicembre 1992 | rescissione    |
| AC       | Tony Farmer | Pau-Orthez       | febbraio 1993 | fine contratto |